# Трапезица (гора)
Трапезица (греч. Τραπεζίτσα) — гора в Греции, севернее гор Тимфи и западнее горы Змоликас, в северной части горной системы Пинд. У северо-западного склона горы расположен город Коница. Гора полностью покрыта лесом. Склоны крутые и неприступные со всех сторон. Главная вершина высотой 2022,4 м, другая — Ройдовуни (Ροϊδοβούνι) высотой 1977 м. Под южным склоном расположено ущелье реки Аоос (Вьоса).
На горе расположен монастырь Стомиу (Ιερά Μονή Παναγίας Στομίου, Рождества Пресвятой Богородицы, 1774) Дриинопольской, Погонианской и Коницкой митрополии Элладской православной церкви.